# Tromp (Schiff, 1975)
Die Tromp war eine Lenkwaffenfregatte und Typschiff der gleichnamigen Klasse der niederländischen Koninklijke Marine. Der Klasse gehörten die Tromp und das Schwesterschiff De Ruyter an.

## Geschichte
Die Tromp war eine von zwei Fregatten der Tromp-Klasse und wurde bei der Koninklijke Maatschappij „De Schelde“ in Vlissingen gebaut. Die Kiellegung fand am 4. August 1971 statt und der Stapellauf am 3. Juni 1973. Das Schiff wurde am 3. Oktober 1975 in Dienst gestellt.
Im Juli 1976 besuchte die Tromp zusammen mit anderen Einheiten der niederländischen Marine die 200-Jahr-Feier der Stadt New York City. Das Schiff nahm am Manöver „NATO STANAVFORLANT '86“ teil. Während der Fahrt auf dem Atlantik brach im Maschinenraum ein Feuer aus, das allerdings rasch unter Kontrolle gebracht werden konnte. Im Jahr 1999 wurde das Schiff außer Dienst gestellt und später abgewrackt.